# Santa Lucía (Zurbarán)
Santa Lucía es el tema de tres lienzos considerados autógrafos de Francisco de Zurbarán. Constan con el número 118, 160 y 205 en el catálogo razonado y crítico, realizado por Odile Delenda, historiadora del arte especializada en este artista. Se conocen también algunas obras del taller de Zurbarán, de diversa calidad, sobre esta temática.

## Introducción
Existen pocos datos históricos sobre Lucía de Siracusa. Según la leyenda, consiguió la curación de su madre, llamada Eutiquia, aquejada de una grave enfermedad desde hacía años, gracias a la peregrinación a la tumba de Águeda de Catania. quien se le había aparecido en sueños. Lucía dedicó su vida a Cristo, repartiendo sus bienes entre los pobres, lo cual provocó el odio de su prometido, quien la delató durante la persecución de Diocleciano contra los cristianos en el año 304. Sus jueces la condenaron a ejercer la prostitución, pero Dios protegió su virginidad. Después de sufrir varias torturas, murió decapitada.
El nombre de Lucía deriva de lux  —la fuente latina de su nombre— pudiéndose asociar a la Luz que se acerca, por lo que su festividad se celebra el 13 de diciembre, en el Adviento y —desde antiguo— esta santa está vinculada a la visión, Durante la Contrarreforma surgieron algunas interpretaciones apócrifas de sus ojos, dando lugar a la leyenda de que ella misma se los había arrancado, o que lo habían hecho sus verdugos. Los hagiógrafos serios descartan estas versiones infundadas.

## Análisis de las obras

### Versión de Chartres
- Pintura al óleo sobre lienzo; 116 x 68 cm ; ca. 1636-1640
- Inscripción abajo a la derecha: S.LVCIA
- Chartres, Musée des Beaux-Arts, (Inv. n.° 3.807)
- Catalogado por Odile Delenda con el número 118, y por Tiziana Frati con el 168.[4]

Este cuadro debió formar pendant con Santa Apolonia de Zurbarán, ambos probablemente procedentes del retablo mayor del Convento de la Merced, de Sevilla, expoliado durante la Guerra de la Independencia Española. Aunque, según María Luisa Caturla, ambas pinturas no podían proceder de un retablo porqué «Las dos santas caminan...Solo en las series procesionales se ve a los personajes andando», las imágenes del retablo de la Iglesia de San Esteban (Sevilla) —algunos obra de Zurbarán— parecen estar en movimiento como estas dos santas.
Santa Lucía lleva una túnica azul oscuro tirando a morado, que deja ver una manga de un hermoso color limón claro. En la espalda, ostenta un bello manto de tela sedosa bermellón, anudada delante y con puntas doradas en la caída. Luce dos broches: uno en la cintura, y otro en el cuello, En la cabeza lleva un lleva una pequeña corona de flores. En su mano derecha muestra su atributo de santidad, los ojos, en un plato de metal brillante, mientras que en la izquierda sostiene la palma del martirio. En varios puntos de la obra, se supone la participación del taller, ya que a la cabeza y la mano de la santa les falta una modulación de luz y sombra acertadas y, en general, el presente lienzo no tiene la finura de colorido ni la esmerada ejecución de su pendant.

#### Procedencia
1. Sevilla, Iglesia de San José de la Merced Descalza, altar mayor (?);
2. Sevilla, depósito del Alcázar, 1810, sala 14, n.° 321;
3. Requisado por el mariscal Soult, durante el expolio napoleónico en España;
4. París, colección mariscal Soult, 1810 (?)-1852;
5. París, venta Soult, 19-22 de mayo de 1852, n.° 31;
6. Comprado por Camille Marcille (485 FF);
7. París, colección Camille Marcille, 1852-1876;
8. París, venta Marcille, 6 de marzo de 1876, n.° 68;
9. Comprado por el Museo de Chartres (510 FF).[7]

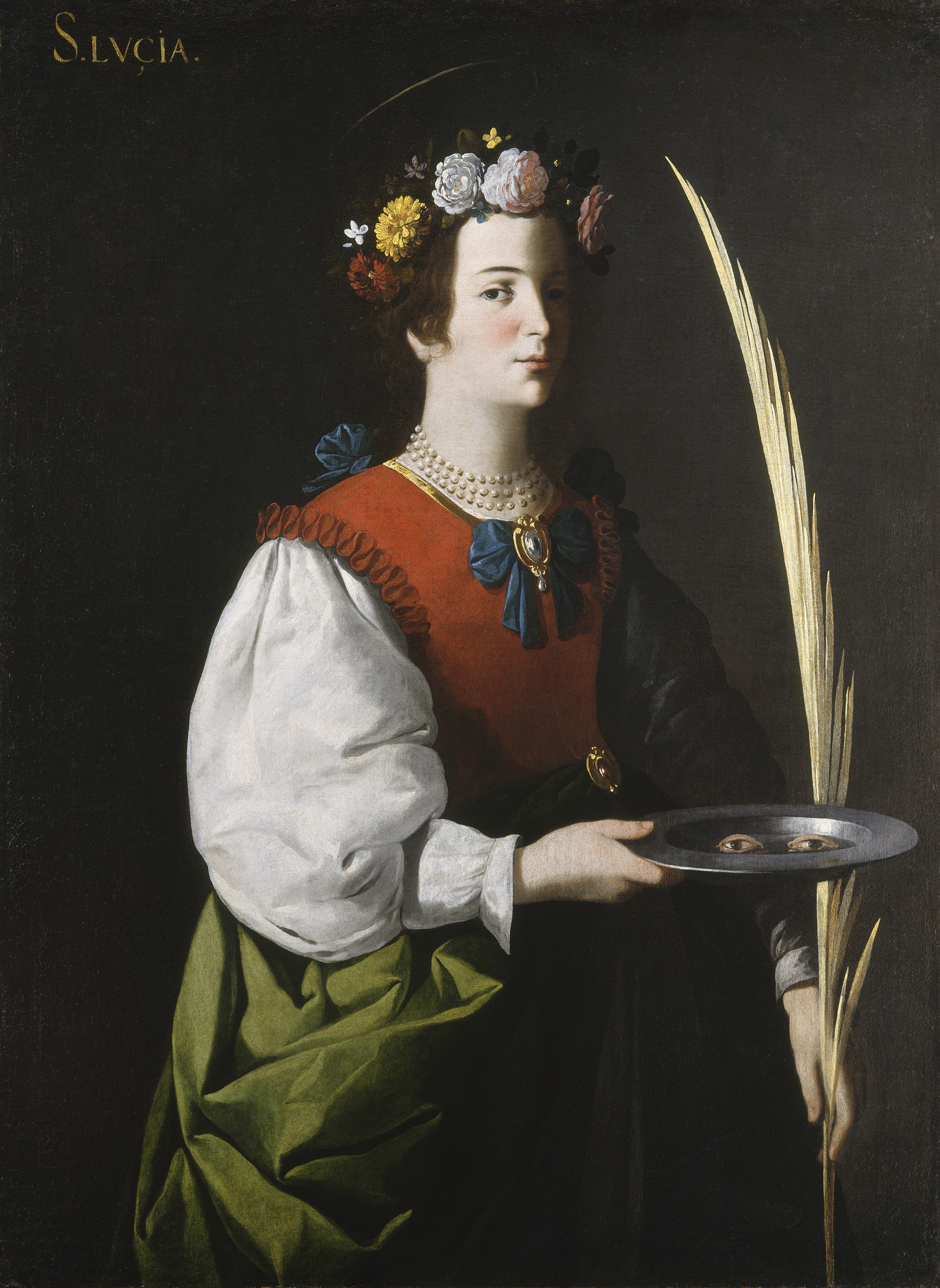
Versión de la National Gallery of Art, Washington

### Versión de Washington
- Pintura al óleo sobre lienzo; 105 x 77 cm ; ca.1640
- Inscripción arriba a la izquierda: S.LVCIA
- Washington D. C., Galería Nacional de Arte (Inv. n.° 748)[8]
- Catalogado por Odile Delenda con el número 160, y por Tiziana Frati con el 182.[9]

La santa aparece retratada de tres cuartos, con una gran corona de rosas, caléndulas y flores de azahar. Luce en su cuello un collar de tres hileras de perlas. En su mano derecha presenta un plato de metal, con los ojos que son su atributo de santa, mientras que en la izquierda sostiene la palma de la beatificación. Viste un corpiño carmesí, con un adorno escarolado en la bocamanga, dejando a la vista una amplia manga de color blanco intenso. Lleva dos lazos de seda azul brillante: uno en el escote, con una joya, y otro que en la espalda. Viste un manto verde drapeado, iluminado en la parte delantera, abrochado en la cintura con una joya dorada. Tanto el rostro de la figura como el manto verde quedan partidos en dos mitades por una iluminación demasiado dura, al tiempo que el dibujo de las manos es poco convincente. Estos defectos podrían explicarse por la intervención del taller en esta obra.

#### Procedencia
1. París, mercado del arte, 1927-1928;
2. Esmirna, colección Paul Somazzi;
3. Filadelfia, colección Lily Bush;
4. Nueva York, Ehrich Galleries, después de 1930;
5. Nueva York, colección Chester Dale;
6. Ofrecido a la National Gallery of Art en 1943.[11]

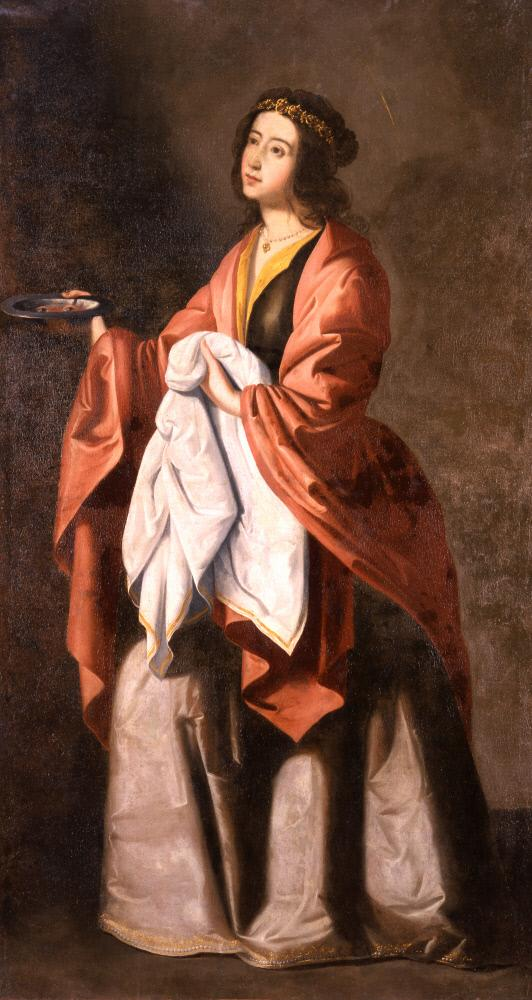
Versión de la Hispanic Society of America

### Versión de la Sociedad Hispánica de América
- Pintura al óleo sobre lienzo; 183 x 111,5 ; ca.1645-1650
- Restaurado entre 1965 y 1966 por Alan Thielker.
- Nueva York, Sociedad Hispánica de América (Inv. n.° A94)[12]
- Catalogado por Odile Delenda con el número 205, y por Tiziana Frati con el 528.[13]

Este lienzo —engrandecido por ambos lados verticales y debajo— fue restaurado a sus medidas originales entre 1965 y 1966, pero su estado de conservación no es bueno, por lo que es difícil establecer cual fue la participación del taller. El vestuario del personaje no es tan suntuoso como el de otras santas. Viste una falda de bonito color rosado-pardusco, con un hilo de perlas en el dobladillo de la caída. Un amplio manto anaranjado cubre sus espaldas. Como en las versiones anteriores, en su mano derecha porta su atributo de santidad, los ojos, en un plato de metal brillante, pero en la izquierda lleva un gran paño blanco con bordes anaranjados, que no corresponde a ningún episodio de su vida. La joven muestra los rasgos de la belleza femenina según el ideal del pintor: rostro de forma ovalada, pelo moreno, grandes ojos negros con cejas algo separadas y boca pequeña. Lleva una corona de orfebrería ceñida en la frente y un fino collar de perlas, con una joya colgante.

##### Procedencia
1. España, comprado por el barón Taylor;
2. París, Galería española de Luis Felipe I de Francia, 1838-1848, n.° 392 (1), n.° 402 (4);
3. Londres, venta Christie’s, 14 de mayo de 1853, n.° 299; comprado por Pearce (60 £);
4. Nueva York, Ehrich Galleries, 1918; Nueva York, colección Jenö Boross;
5. Entró a la Hispanic Society en 1921.[15]